# Tania Eulalia Martínez
Tania Eulalia Martínez Cruz (Tamazulápam del Espíritu Santo; 2 de febrero de 1987) es una ingeniera mexicana en Irrigación por la Universidad  Autónoma de Chapingo, maestra en Ingeniería Agrícola y Biosistemas por la Universidad de Arizona y doctora en Ciencias Sociales por la Universidad de Wagenigen (WUR). Recibió en 2016 el Premio Nacional de la Juventud que le entregó el expresidente Enrique Peña Nieto. Fue la primera becaria Fulbright de origen indígena en México que consiguió una beca de este prestigioso programa para realizar un posgrado en Estados Unidos, está experiencia despertó su interés en colaborar con diferentes acciones en pro de la educación.

## Historia
Sus primeros años de vida los pasó viajando constantemente de pueblo en pueblo ya que sus padres eran profesores y daban clases en diferentes comunidades del estado de Oaxaca, lo que le permitió conocer la diversidad natural, social y cultural que hay en su estado y valorar aún más sus raíces, ya que Tania pertenece a los Ëyuujk ja'ay (Mixes), los "jamás conquistados". 
Durante su infancia siempre estuvo atraída por las matemáticas y física, quería trabajar temas de ciencia, la tecnología o innovación. Sus padres siempre motivaban su curiosidad con lo que fue un aliciente como niña. Su abuela paterna, Eulalia, contaba en Mixe (ya que la abuela no hablaba español) que su nieta se "perdía entre papeles y libros, los observaba por horas y pensaba demasiado, no salía de casa y era feliz leyendo". A los cinco años Tania, su hermana mayor y sus padres se mudaron a la Ciudad de México, ya que sus padres iban a estudiar en la Universidad Pedagógica Nacional, lo cual le ocasionó un choque cultural, ya que vivió la discriminación por la mayoría de sus compañeros al hablar español como segunda lengua. Asegura que cuando le preguntan como vivió los procesos de discrimanción, se dio cuenta de que era indígena justo cuando salió de su pueblo y sus compañeros y la gente le hizo "ver que ella era diferente". En 1996 regresó a su tierra natal para concluir sus estudios de primaria y secundaria en Oaxaca. Al volver a su casa, volvió al reencuentro de sus raíces, su abuela Eulalia jugó un papel crucial en la construcción de su identidad, su abuela era Xëmaapy (guía espiritual o sacerdotisa). Tania creció escuchando las historias de la abuela, viendo su papel como guía espiritual en la comunidad, cultivando maíz con ella, aprendiendo de la cocina y sus sabores, etcétera.

Al concluir la secundaria tuvo que dejar su comunidad para seguir estudiando y cumplir su sueño de ser investigadora. Con catorce años se mudó a Texcoco en el Estado de México, para estudiar en la Universidad Autónoma de Chapingo, comentando que:
cuando Chapingo se cruza en mi vida se convierte en mi salvación para poder seguir estudiando, fue entonces que me di cuenta que era privilegiada porque tenía una beca y mi única responsabilidad era estudiar
En 2010, gana la beca Fulbright- García Robles del programa de Posgrado para Estudiantes Indígenas en la Universidad de Arizona con especialidad en Ingeniería Agrícola y Bio-sistemas especializada en la gestión del agua y los cultivos para la producción de biocombustibles. Esta beca sería un parte aguas importante en su vida.
Tania sigue vinculada a su pueblo y en el 2020 cumplió un cargo comunitario como secretaria de la Instancia Municipal de la Mujer, recibiendo un bastón simbólico utilizado para conferir poder en su comunidad el primero de enero del 2020 y entregadolo también el primero de enero del 2021 a la siguiente persona a cargo. Este le cargo le fue conferido por la asamblea comunitaria de su comunidad que se rige por "usos y costumbres" y de acuerdo con su derecho a la libre autodeterminación y formas propias de gobierno. En el 2024, estuvo colaborando con las autoridades municipales en diferentes actividades en apoyo a la elaboración del Estatuto Municipal. En junio de 2025 también, siguiendo las formas organizativas y de gobierno propio de su comunidad, como servicio comunitario hizo una donación para la celebración principal de su comunidad.  

## Experiencia profesional
Los primeros años de su carrera se enfocó a temas de ingeniería sanitaria y reutilización de aguas residuales en la agricultura. Más adelante colaboró en temas de irrigación y transferencia de tecnología de riego en México, aquí fue donde su interés hacia temas relacionados con políticas agrícolas y de agua comenzó. Del 2010 al 2012 como parte de su maestría en la Universidad de Arizona, colaboró en un proyecto enfocado a la producción de bioetanol producido con sorgo dulce como una fuente alterna de energía a los combustibles fósiles. Con este proyecto, buscaba: (1) Encontrar variedades de sorgo dulce resistentes al estrés hídrico; (2) Variedades que tuvieran el potencial de crecer en condiciones de aridez para evitar la competencia por suelo fértil y agua y que son indispensables para la producción de alimentos; (3) Estudiar el efecto del estrés hídrico en la producción de bioetanol y (4) Buscaba variedades cuyo desarrollo fisiológico obedeciera los "Grados Días Desarrollo" (Plantas de día neutro o que no tuvieran reacción al fotoperiodismo) para tener una fuente constante de sorgo dulce y bioetanol a lo largo del año.
En el 2012 se incorporó como consultora para el proyecto "Modernización Sustentable de la Agricultura Tradicional" (MasAgro) en México liderado por el Centro Internacional de Mejoramiento de Maíz y Trigo (CIMMYT) y la Secretaría de Agricultura y Desarrollo Rural (SADER ahora y antes SAGARPA). En MasAgro específicamente contribuyó a los componentes MasAgro Móvil y extensionismo agrícola que buscaban desarrollar una herramienta de telefonía móvil que facilitara información a los agricultores y diferentes actores de la cadena de valor de maíz y trigo y con ello, empoderarlos y mejorar sus prácticas. A finales del 2013 continuó su colaboración con el CIMMYT pero como estudiante doctoral/investigadora júnior porque decidió comenzar sus estudios doctorales temas relacionados con política de conocimiento e investigación agrícola en la WUR y becada por el Consejo Nacional de Ciencia y Tecnología (CONACYT) a través del Programa de Becas de Posgrado para Indígenas (PROBEPI). Ha colaborado con diferentes organizaciones internacionales como especialista en inclusión social y traductora. En 2019-2020 colaboró como especialista de comunidades en Global Landscapes Forum en materia de acción climática y restauración de paisajes sustentables y la fase inicial de GLFx. De 2020 a 2021 colaboró como investigadora post-doctoral (enlace roto disponible en Internet Archive; véase el historial, la primera versión y la última). en Antropología, Salud Pública y Desarrollo Internacional en el Instituto de Recursos Naturales de la Universidad de Greenwich en Reino Unido. El proyecto en el que colabora "Intercultural models to improve nutrition and health of indigenous populations through gender-sensitive agroforestry practices in Peru"  que busca contribuir a la soberanía alimentaria y nutrición de la población indígena en la Amazonía Peruana utilizando el potencial de los sistemas agroforestales indígenas locales y generando recomendaciones y modelos que consideren un enfoque de género y respeto a la cultura y autodeterminación de los pueblos indígenas. De 2021 a 2023 fue consultora en la Unidad de Pueblos Indígenas de la Organización de las Naciones Unidas para la Alimentación y la Agricultura (FAO) y consultora en procesos Globales de Agua y Pueblos Indígenas para el Instituto Internacional de Agua de Estocolmo. También ha sido consultora técnica para el Oficina del Alto Comisionado de las Naciones Unidas para los Derechos Humanos apoyando actividades relacionadas al Derecho al Agua y Saneamiento. También ha sido investigadora asociada en "Anthropology Laboratory of Contemporary Worlds" de la Universidad Libre de Bruselas para el proyecto Seeds Values
En el 2024 fue directora de programas de soberanía alimentaria y agua para Land is Life, una coalición que trabaja para proteger y defender los derechos de los Pueblos Indígenas alrededor del mundo. actualmente continúa vinculada con la organización pero como asesora honoraria. También fue una consultora en investigación colaborando con Ărramăt Project, Universidad de Ottawa en temas de justicia social, reconciliación y sanación desde los Pueblos Indígenas. 
Desde agosto del 2024, junto a otros ocho científicos, ha sido electa como asesora científica para los Sistemas Importantes del Patrimonio Agrícola Mundial (SIPAM) de la FAO. Los sistemas SIPAM son agroecosistemas habitados por comunidades que viven en una relación intrínseca con su territorio y están en constante evolución, caracterizados por una biodiversidad agrícola notable, conocimientos tradicionales, culturas y paisajes invaluables, gestionados de manera sostenible por agricultores, pastores, pescadores y poblaciones forestales de una manera que contribuye a sus medios de vida y seguridad alimentaria. A través del enfoque SIPAM, la Organización de las Naciones Unidas para la Agricultura y la Alimentación ha reconocido más de 80 sitios en todo el mundo. Desde el 2024 también es investigadora asociada (honoraria) de la Universidad Intercultural Maya de Quintana Roo, enfoncado sus temas de investigación a sistemas alimentarios de pueblos indígenas, el nexo del agua-alimentación-energía y cocreación de conocimiento. 
Desde marzo de 2025, es Analista de Operaciones y Pueblos Indígenas para el Fondo del Medio Ambiente Mundial (Global Environmental Facility) con sede en Washington D. C. donde además de dar apoyo técnico, coordina actividades con expertos indígenas para retroalimentar las actividades del secretariado y la participación significativa de pueblos indígenas en sus proyectos y actividades.     
Sus investigaciones se han enfocado al desarrollo de la gestión del agua y los cultivos para la producción de biocombustibles, así como la investigación del maíz y la conservación de este en su forma nativa.  Las propuestas de Tania, es un puente entre la tradición y el cambio, donde convergen en armonía y al mismo tiempo preservando las tradiciones. Como tal, es miembro del consejo de asesores de la Indigenous Partnership for Agrobiodiversity and Food Sovereingty y otras iniciativas a nivel mundial que buscan promover activamente los Sistemas Alimentarios de los Pueblos Indígenas en procesos de política pública.

## Activismo en defensa de la diversidad biocultural de los pueblos indígenas
Ampliamente ha promovido el rol del conocimiento tradicional, específicamente maíz nativo como patrimonio biocultural de los pueblos indígenas de México y el rol del conocimiento indígena y local para resolver retos globales. Ha hablado de estos temas en diferentes especios como en el primer Seminario de Alto Nivel de Expertos sobre Sistemas Alimentarios Indígenas en la Organización de las Naciones Unidas para la Alimentación y la Agricultura (FAO) en 2018 en Roma, Italia y en el Global Landscapes Forum en Bonn, Alemania y en la sede de las Naciones Unidas en Nueva York en 2019 y en la edición digital en el 2020. Actualmente es miembro del Hub Global de Sistemas Agroalimentarios de los Pueblos Indígenas liderado por la FAO y que con la colaboración de 19 actores claves entre científicos, sociedad civil, pueblos indígenas y organismos internacionales y multilaterales, busca promover el rol de los sistemas agroalimentarios de los pueblos indígenas a resolver retos globales. También participó en la Pre-Cumbre de los Sistemas Alimentarios de las Naciones Unidas en la sede de la FAO en Roma, Italia en 2021, contribuyó activamente en la cumbre en colaboración con líderes indígenas del mundo y actores clave que el proceso dio como resultado una Coalición de Sistemas Alimentarios de Pueblos Indígenas, actualmente es miembro del Comité Directivo representando a la región de América Latina.     
Entre otros evento importantes, también participó en algunas actividades vinculadas a la Conferencia de las Naciones Unidas sobre el Cambio Climático (COP26) en Glasgow, Escocia en 2021, Stockholm+50, COP27 en Egipto y algunos eventos ligados con Agua y Pueblos Indígenas dentro del Decenio del Agua.  
También ha hablado de estos temas en el programa de TV de la DW "Estoy Aquí-Tania Martínez Cruz ingeniera agrónoma Mixe" con Pía Casto, en diferentes entrevistas para periódicos nacionales e internacionales.  
Es parte del "Collective of Agrarian Scholar-Activists from the Global South" (CASAS) que son una red de activistas y académicos alrededor del mundo que surgió a raíz del primer "Writeshop in Critical Agrarian Studies and Scholar-Activism" liderado por el Journal of Pesant Studies y organizaciones aliadas en el 2019. 
En el 2024 fue propuesta por diferentes organizaciones de Pueblos Indígenas como candidata para el Mecanismo de Expertos de Pueblos Indígenas del Consejo de Derechos Humanos de la ONU (EMRIP por sus siglas en inglés) para la región de Centroamerica, Sudamerica y el Carible. Tania fue recomendada como una potencial candidata por el Consejo de Derechos Humanos (3ra candidata recomendada) pero no elegida (la previa titular del mandato fue relegida) en el 2025.  

## Activismo en educación
Es una promotora de la educación en Oaxaca, la influencia de sus padres jugó un papel crucial en esto al igual que las diferentes becas de las que ha sido beneficiaria a lo largo de su formación profeional. Sus padres eran maestros de educación indígena, siendo parte de una de las primeras generaciones de profesores de pueblos originarios (indígenas) y que junto con las luchas magisteriales en Oaxaca defendieron la educación intercultural y gratuita como un derecho básico. Ella promueve y apoya la inclusión de las mujeres y grupos minoritarios en los procesos de educación, principalmente mujeres indígenas, inclusión de mujeres en carreras STEM (Ciencias, Tecnología, Ingeniería y Matemáticas por sus siglas en inglés). Ha dado conferencias en diferentes partes del mundo, en escuelas públicas a diferentes niveles, en colaboración con ONG que apoyan la inclusión de jóvenes en condición de vulnerabilidad y mujeres en procesos educativos, entre otros.  
A la par con su activismo en educación, también contribuye a campañas de empoderamiento de la mujer y prevención de la violencia de género. 

## Logros académicos y reconocimientos
Obteniendo el título de Ingeniera en Irrigación por la Universidad Autónoma de Chapingo, Maestra en Ingeniería Agrícola y Biosistemas por la Universidad de Arizona, EE. UU., y en el 2020 obtuvo un doctorado en Ciencias Sociales en el grupo Conocimiento, Tecnología e Innovación por la Universidad Wageningen.
En el 2008 recibió el premio "Susana Aspiroz Rivero" por su destacada trayectoria como estudiante en Ingeniería Irrigación.
En el 2014 recibió un reconocimiento por la Comisión México-Estados Unidos para el Intercambio Educativo y Cultural (COMEXUS) por sus contribuciones en el campo de Ciencias Exactas y como una becaria Fulbright sobresaliente.
En 2016 recibió el Premio Nacional de la Juventud en México por logro académico.
En el 2017 fue reconocida por la revista Forbes México como una de las mujeres más influyentes de México. 
En el 2021 fue galardonada con la "Distición Xilonen 2021", el primer recococimiento entregado por la Federación de Asociaciones de Egresados de Chapingo A.C. a mujeres destacadas en campo Mexicano en el marco de la Primera Semana de la Mujer Profesionista del Campo 2021.
En el 2024, fue galardonada con la distinción  “Sara Artemisa Brena Torres” Mujer Oaxaqueña del año 2024 por su activismo en educación y derechos de los Pueblos Indígenas.